# Classe de conjugação
Em matemática, especialmente teoria dos grupos, os elementos de qualquer grupo podem ser divididos em partições chamadas de classes de conjugação; membros da mesma classe de conjugação partilham muitas propriedades, e o estudo de classes de conjugação de grupos não abelianos revelam muitas características importantes de sua estrutura. Em todos os grupos abelianos cada classe de conjugação é um conjunto contendo um elemento (conjunto unitário).
Funções que são constantes para membros da mesma classe de conjugação são chamadas funções de classe.

## Definição
Dois elementos x e y são conjugados se existe um elemento g tal que g x g−1 = y. É imediato mostrar que esta relação é uma relação de equivalência; as classes de equivalência desta relação são as classes de conjugação.
Em outras palavras, suponha-se um grupo G. Dois elementos a e b de G são chamados conjugado se existe um elemento g em G com
gag−1 = b.
(Em álgebra linear, para matrizes isto é chamado similaridade ou semelhança de matrizes.)
Pode-se demonstrar que conjugação é uma relação de equivalência, e portanto partições G em classes de equivalência. (Isto significa que cada elemento do grupo pertence a exatamente uma classe de conjugação, e as classes Cl(a) e Cl(b) são iguais se e somente se a e b são conjugados, e de outra forma disjuntos.) A classe de equivalência que contém o elemento a em G é
Cl(a) = { gag−1: g ∈ G }
e é chamado a classe de conjugação de a. O número de classe de G é o número de distintas classes de conjugação (não equivalentes).

## Exemplos
O grupo simétrico S3, consistindo de todas as 6 permutações de três elementos, tem três classes de conjugação:
- nenhuma mudança (abc → abc)
- intercambiando dois (abc → acb, abc → bac, abc → cba)
- uma permutação cíclica de todos os três (abc → bca, abc → cab)

O grupo simétrico S4, consistindo de todas as 24 permutações de quatro elementos, tem cinco classes de conjugação, listados com suas ocorrências:
- nenhuma mudança (1)
- intercambiando dois (6)
- uma permutação cíclica de três (8)
- uma permutação cíclica de todos os quatro (6)
- intercambiando dois, e também os outros dois (3)

Em geral, o número de classes de conjugação no grupo simétrico Sn é igual ao número de partições inteiras de n. Isto é porque cada classe de conjugação corresponde a exatamente uma partição de {1, 2,…, n} em ciclos, até a permutação dos elementos de {1, 2,…, n}.
Ver também as rotações próprias do cubo, as quais podem ser caracterizadas por permutações de diagonais.

## Propriedades
- O elemento identidade está sempre na sua própria classe, que é Cl(e) = {e}
- Se G é abeliano, então gag−1 = a para todo a e g em G; então Cl(a) = {a} para todo a em G; o conceito é portanto não muito útil no caso abeliano. A falha disto então nos dá uma ideia em que grau o grupo é não-abeliano.
- Se dois elementos a e b de G pertencem a mesma classe de conjugação (i.e., se eles são conjugados), então eles tem a mesma ordem. Mais genericamente, cada afirmação sobre a pode ser transformada em uma afirmação sobre b=gag−1, porque o mapa φ(x) = gxg−1 é um automorfismo de G.
- Um elemento a de G situa-se no centro Z(G) de G se e somente se sua classe de conjugação tem somente um elemento, a em si. Mais genericamente, se CG(a) denota o centralizador de a em G, i.e., o subgrupo consistindo de todos os elementos g tais que ga = ag, então o índice [G : CG(a)] é igual ao número de elementos na classe de conjugação de a.
- Se o grupo G é finito, então o número de elementos de qualquer classe de conjugação divide a ordem do grupo.